# Imposta sul reddito delle società
L'imposta sul reddito delle società (IRES) è una imposta proporzionale e personale che si ottiene tramite applicazione di un'aliquota unica ai profitti delle società (in inglese, questa tassa presente in tutto il mondo si chiama "corporate tax").

## Panoramica
L'IRES ha lo scopo di incentivare la contribuzione, da parte delle società, alla spesa statale. Il reddito imponibile, cioè il denaro su cui si calcola l'imposta, è il suo utile, anche quando è in perdita. L'imposta va versata anche se ciò non è scritto in alcun contratto e nello statuto sociale; se la società non paga è passibile di multe e sanzioni simili in quanto è una persona giuridica e la si può trattare in modo analogo a un essere umano, al punto tale che è un soggetto passivo al pagamento delle tasse.
L'IRES, istituita col decreto legislativo n. 344/2003, ha sostituito l'imposta sul reddito delle persone giuridiche (IRPEG) ed è entrata effettivamente in vigore il 1º gennaio 2004.
Ai sensi dell'articolo 73 del Testo unico delle imposte sui redditi TUIR (DPR 22 dicembre 1986, n. 917) e, stando a quanto dichiarato dall'Agenzia delle entrate, i soggetti passivi dell'IRES sono:
- le società per azioni, le società in accomandita per azioni, le società a responsabilità limitata, le società cooperative e le società di mutua assicurazione, le società europee (regolamento CE n. 2157/2001) e le società cooperative europee (regolamento CE n. 1435/2003) residenti in Italia
- gli enti pubblici e privati residenti in Italia, compresi i consorzi, i trust, gli organismi di investimento collettivo del risparmio (e.g. le società che gestiscono fondi di investimento, ma con eccezioni in base all'art. 73 del Testo Unico delle Imposte sui Redditi TUIR) e gli enti non commerciali (organizzazioni no-profit)
- le società e gli enti di ogni tipo, compresi i trust, non residenti in Italia, per i soli redditi prodotti in Italia.

Di base, una società ha la sede fiscale in Italia non solo se ha la sede legale in Italia (e dunque funziona secondo l'ordinamento italiano per scelta dei fondatori o a seguito di un cambiamento), ma anche se la sede amministrativa è in Italia o se l'oggetto principale della loro attività viene perseguito in Italia (ovvero se le attività relative al core-business indicato come oggetto sociale vengono svolte concretamente in Italia). La base imponibile è l'utile (o perdita).
L'aliquota è fissa (è cioè un "flat rate") e, dalla Legge di stabilità del 2016, è scesa dal 27,5% all'attuale 24%. Negli Stati Uniti, come paragone, la corporate tax ha un'unica aliquota fissa (flat rate) pari al 21% dei profitti. Il tax rate attuale deriva dalla riforma tributaria di Donald Trump approvata nel dicembre 2017 e in vigore dal 2018, ovvero la Tax Cuts and Jobs Act (TCJA). La TCJA ha abbassato l'aliquota variabile dal 35% massimo al 21% fisso.
Tuttavia, va precisato che l'aliquota IRES fissa presenta delle eccezioni: è applicata un'addizionale del 3,5% (portando quindi l'aliquota al 27,5%) per istituti finanziari e banche, mentre è prevista una maggiorazione del 10,5% per le società non operative, che pagano pertanto un'aliquota IRES del 34,5%.
Nell'ordinamento italiano, la base imponibile e l'aliquota sono messe per iscritto annualmente nella dichiarazione dei redditi per le società detto "modello redditi SC" e inviate telematicamente all'Agenzia delle Entrate tramite il software RedditiOnLine SC, dopodiché si può procedere al pagamento entro il periodo apposito ("periodo d'imposta") tramite modello F24. Un registro contabile usato per pagare l'IRES va conservato per almeno 5 anni. Oltre all'IRES, le S.p.A, S.r.l. e S.a.p.a. pure se in liquidazione devono pagare entro il mese di marzo la tassa annuale sulle concessioni governative per la numerazione e bollatura di libri e registri contabili: se il capitale sociale al 1º gennaio dell'anno a cui si riferisce è più basso di circa mezzo milione di euro, è pari a poco più di 300€, mentre se è più alto di circa mezzo milione, è pari a poco più di 500€.

## Andamento aliquota d'imposta nel tempo
| Periodo   | Aliquota | Nome imposta |
| --------- | -------- | ------------ |
| 2000      | 37%      | IRPEG        |
| 2001-2002 | 36%      | IRPEG        |
| 2003      | 34%      | IRPEG        |
| 2004-2007 | 33%      | IRES         |
| 2008-2016 | 27,5%    | IRES         |
| 2017-2024 | 24%      | IRES         |